# Il giardiniere (album)
Il giardiniere è il primo album in studio del cantautore italiano Niccolò Fabi, pubblicato nel 1997.

## Descrizione
Grazie alla sponsorizzazione dell'amico Riccardo Sinigallia, cantautore già affermato all'epoca, Fabi riesce a trovare una casa discografica disposta a produrre il suo primo album che, come accade spesso agli esordi, è una raccolta di alcune canzoni scritte nell'arco di molti anni della sua vita. Il successo estivo del singolo Dica... l'anno precedente convince la Virgin a lanciare questo lavoro da cui sono estratti anche i singoli Parlami sempre, Capelli, Il giardiniere e Rosso. Capelli viene presentata al Festival di Sanremo 1997 dove vince il premio della critica nella sezione "Nuove proposte". Il successo del disco è sancito dal conseguimento del disco di platino.
Fabi si presenta subito come un autore leggero che tratta temi legati ai giovani, conditi con una buona dose di ironia. La sua immagine avvenente e scanzonata lo aiuta senza dubbio ad avvicinare agli inizi un pubblico giovane. Tuttavia anche le canzoni che sembrano affrontare i temi più leggeri nascondono delle interessanti riflessioni sulle relazioni di coppia, o sull'accettazione di sé stessi, o sull'ipocrisia dei rapporti sociali: questi temi danno un'idea più completa del talento dell'autore, idea che emergerà in modo più marcato già nell'omonimo album successivo.
Fabi è coautore, con Sinigallia, della maggior parte dei testi e delle musiche, delle quali si occupa il più possibile personalmente, suonando spesso chitarra, basso e tastiera. I brani Sudore e Lalalla sono dei brevi pezzi strumentali in cui Fabi suona il basso. L'unico brano scritto interamente da Fabi è Ostinatamente.

## Tracce
Testi e musiche di Niccolò Fabi e Riccardo Sinigallia, eccetto dove indicato.
1. Il giardiniere – 4:00
2. Capelli – 4:14
3. Ostinatamente – 5:07 (Niccolò Fabi)
4. Parlami sempre – 3:51
5. Senza rabbia – 4:07
6. Rosso – 3:33
7. Sudore – 0:32
8. Dica – 3:51
9. La cosa che già c'è – 3:40
10. Il vento – 4:17
11. Vorrei essere come te – 4:09
12. Lalalla – 0:30
13. Non ti amo più – 4:25